# Негушевски рид
Негушевски рид е напречен планински праг в Средногорско-Подбалканската област в Софийска област, между Софийската и Саранската котловина.
Планинският праг Негушевски рид се издига между Софийската котловина на запад и Саранската котловина на изток, като свързва планината Мургаш на Стара планина с Ихтиманска Средна гора. Простира се от север-северозапад на юг-югоизток на около 10 км, а ширината му е 2 – 3 км. От изток на запад се проломява от Макоцевска река, десен приток на Лесновска река от басейна на Искър.
Рида е изграден от триаски, юрски и палеозойски скали.
По западния му склон са разположени селата Долна Малина и Априлово, а по източния – Горна Малина и Негушево.
На протежение от 4,5 км рида се пресича от първокласен път № 6 от Държавната пътна мрежа ГКПП „Гюешево“ – София – Карлово – Бургас.
През пролома на Макоцевска река през рида преминава и участък от трасето на Подбалканската жп линия София – Карлово – Бургас.

## Топографска карта
- Лист от карта K-34-48. Мащаб: 1 : 100 000.
- Лист от карта K-34-60. Мащаб: 1 : 100 000.